# Gollwitzer Freibad
Das Gollwitzer-Freibad war das einzige Freibad im Münchener Osten und bestand von 1936 bis 1983.

## Lage
Das Freibad lag im Münchener Stadtteil Steinhausen im Stadtbezirk Bogenhausen an der damaligen Riemer Straße (heute Zamdorfer Straße).
Nördlich des Freibads lag das Landfahrerlager Zigeunerschlucht. Daher wurde das Bad im Volksmund auch „Zigeunerbad“ genannt.

## Geschichte
Das Freibad wurde 1936 von der Reichsbahn gebaut und nach deren Präsident Gollwitzer benannt. Ab 1938 diente es der SA als Sportgelände. Im Zweiten Weltkrieg wurde das Bad durch Bomben schwer beschädigt, außerdem wurden viele Einrichtungsgegenstände (Rohre, Plattenbeläge usw.) geplündert.
1948 pachtete der Freie Wassersportverein München e.V. das Gelände von der Stadt und sanierte das Freibad. 1949 wurde es für die Allgemeinheit geöffnet.
1983 wurde das Freibad geschlossen. Das Grundstück wurde an den Süddeutschen Verlag verkauft, der hier sein Druckzentrum errichtete, in dem u. a. die Süddeutsche Zeitung gedruckt wird. Der Wassersportverein wurde nach Zamdorf verlegt. Dort konnte er jedoch nur ein kleines Schwimmbecken errichten und nutzt seitdem die öffentlichen Bäder der Stadtwerke München.

## Beschreibung
Das Wasserbecken hatte eine Größe von 40 × 18 m und war 3,80 m tief. Gespeist wurde es über eine Pumpe mit Grundwasser, daher war es oft sehr kalt.
Es gab einen Sprungturm mit 5 m und Sprungbretter mit 1 m und 3 m.